# Sassariente
Sassariente är en bergstopp i Schweiz.   Den ligger i distriktet Locarno och kantonen Ticino, i den sydöstra delen av landet, 140 km sydost om huvudstaden Bern. Toppen på Sassariente är 1 768 meter över havet.
Terrängen runt Sassariente är huvudsakligen bergig, men åt sydväst är den kuperad. Närmaste större samhälle är Bellinzona, 9,4 km öster om Sassariente. 
Omgivningarna runt Sassariente är en mosaik av jordbruksmark och naturlig växtlighet. Runt Sassariente är det ganska tätbefolkat, med 214 invånare per kvadratkilometer.